# Onada de violència israeliano-palestina de la primavera del 2015
L'onada de violència israeliano-palestina de la primavera del 2015 fa referència als greus incidents (manifestacions amb projecció de pedres i petits objectes explosius, repressió amb gas lacrimogen i bales de cautxú, assassinats o intents d'assassinats d'israelians amb armes de foc o armes blanques, neutralització dels agressors palestins amb militars o linxatge amb passants, tirs contra manifestants palestins contraris a les colònies…) entre palestins i israelians a partir del setembre del 2015.

## Antecedents
Invocant la voluntat del govern israelià de modificar l'statu quo al Mont del Temple (intenció contínuament desmentida pel govern israelià), les manifestacions palestines es van intensificar.

## L'onada de violència
El 1r d'octubre, una parella d'israelians és assassinada dins del seu cotxe en presència de quatre nens a Cisjordània. L'onada de violència s'intensifica llavors degut a la recerca dels culpables. Moren israelians per arma blanca, cosa que fa pensar en una intifada dels ganivets, amb trets contra la Franja de Gaza. Les manifestacions provoquen aldarulls entre les forces de l'ordre israelianes i els manifestants.
A la segona meitat del 2015, hi va haver de mitjana tres atacs palestins per dia. Va disminuir a un per dia el 2016, però va continuar en aquest nivell durant mesos.

## Conseqüències
Entre octubre de 2015 i març de 2016 es van produir 211 apunyalaments o intents d'apunyalament d'israelians per part de palestins, 83 trets i 42 atacs amb cotxes que van matar 30 israelians i dos nord-americans. Més de 200 palestins van ser assassinats per les forces de seguretat israelianes, 130 d'ells mentre suposadament portaven a terme atacs contra israelians.